# No More Color
No More Color – trzeci album studyjny szwajcarskiej grupy thrashmetalowej Coroner, wydany przez Noise International w 1989 roku.

## Realizacja
Utwory skomponowali Ron Royce i Tommy T. Baron, słowa napisał Marquis Marky. Wyjątek stanowi przedostatni na płycie Why It Hurts, do którego słowa ułożył Martin Eric Ain, basista znany głównie ze współpracy z grupą Celtic Frost. Wszystkie efekty syntezatorowe dodał inżynier dźwięku Steve Rispin.
Album nagrano w czerwcu 1989 roku w studio nagraniowym Sky Trak Studio w Berlinie Zachodnim. Produkcją materiału zajął się Pete Hinton oraz członkowie zespołu, a jego zmiksowaniem w Morrisound Recording w mieście Tampa na Florydzie – Dan Johnson i Scott Burns.
Wydawnictwo ukazało się wczesną jesienią 1989 roku nakładem Noise International na płycie analogowej, płycie kompaktowej i kasecie magnetofonowej.
Płytę promował teledysk zrealizowany do singla Last Entertainment.

## Lista utworów
Opracowano na podstawie materiału źródłowego.
| Nr | Tytuł utworu            | Słowa      | Muzyka      | Długość |
| -- | ----------------------- | ---------- | ----------- | ------- |
| 1. | „Die By My Hand”        | Marky      | Baron/Royce | 3:47    |
| 2. | „No Need to Be Human”   | Marky      | Baron/Royce | 4:31    |
| 3. | „Read My Scars”         | Marky      | Baron/Royce | 4:32    |
| 4. | „D.O.A.”                | Marky      | Baron/Royce | 4:19    |
| 5. | „Mistress of Deception” | Marky      | Baron/Royce | 4:58    |
| 6. | „Tunnel of Pain”        | Marky      | Baron/Royce | 4:29    |
| 7. | „Why It Hurts”          | Martin Ain | Baron/Royce | 3:47    |
| 8. | „Last Entertainment”    | Marky      | Baron/Royce | 4:00    |
|    |                         |            |             | 34:23   |

## Twórcy
Opracowano na podstawie materiału źródłowego.
Muzycy:
- Tommy T. Baron – gitara
- Marquis Marky – perkusja, wokal wspierający
- Ron Royce – gitara basowa, wokal prowadzący

Dodatkowi muzycy:
- Steve Rispin – syntezator

Produkcja:
- Pete Hinton, Coroner – produkcja muzyczna
- Steve Rispin – inżynieria dźwięku
- Dan Johnson, Scott Burns – miksowanie
- Karl Ulrich-Walterbach – produkcja wykonawcza